# Tahiti
Tahiti je največji otok južnopacifiškega otočja Društvenih otokov, ki so del Francoskega čezmorskega teritorija Francoska Polinezija. 
Turistično bolj razviti otoki francoske polinezije so poleg Tahitija tudi Morea, Bora Bora, Raiatea in Huahine. Pepeete je največje naselje na otoku in glavno mesto Francoske Polinezije.